# Ann-Marie Gyllenspetz
Ann-Marie Gyllenspetz (7 de noviembre de 1932 - 10 de febrero de 1999) fue una actriz de nacionalidad sueca.

## Biografía
Nacida en Gotemburgo, Suecia, Gyllenspetz estudió teatro en su ciudad natal. Fue una de los artistas que fundaron el Atelierteatern en 1951, junto a Birgitta Andersson y Dan Sjögren, entre otros. Descubierta por Lars-Eric Kjellgren, debutó en el cine con Ingen mans kvinna en 1953, siendo contratada por SF Studios. Mudada a Estocolmo, actuó también en los teatros Vasateatern, Lilla Teatern y Alléteatern.
Tras casarse con el artista Jörgen Fogelquist fue a vivir a Lund, reduciendo sus actuaciones cinematográficas. Volvió en los años 1980, actuando en la serie televisiva Träpatronerna entre 1984 y 1988. En total, actuó en una treintena de producciones televisivas y cinematográficas.
Gyllenspetz estuvo casada entre 1954 y 1956 con el actor Ove Tjernberg (1928–2001) y, desde 1959 hasta su muerte, con el artista Jörgen Fogelquist (1927–2005). Fueron hijos suyos el periodista Jonas Fogelqvist, Maria Fogelquist y la actriz Jenny Fogelquist.
Ann-Marie Gyllenspetz falleció en Lund, Suecia, en el año 1999. Fue enterrada en el Cementerio Norra kyrkogården de Lund.

## Filmografía
- 1953 : Ingen mans kvinna
- 1954 : I rök och dans
- 1954 : Gula divisionen
- 1954 : Simon Syndaren
- 1955 : Ljuset från Lund
- 1955 : Stampen
- 1956 : Den hårda leken
- 1956 : Sången om den eldröda blomman
- 1957 : Som man bäddar...
- 1957 : Prästen i Uddarbo
- 1957 : Möten i skymningen
- 1957 : Far till sol och vår
- 1958 : Laila
- 1958 : En el umbral de la vida
- 1958 : Vi på Väddö
- 1958 : Prästen i Uddarbo
- 1959 : Lejon på stan
- 1965 : Kärlek 65
- 1968 : ¿Quién le ha visto morir? (Ole dole doff)
- 1968 : Bombi Bitt och jag (TV)
- 1969 : Pippi Långstrump (TV)
- 1970 : Grisjakten
- 1977 : Hempas bar
- 1984 : Träpatronerna (TV)
- 1985 : Till minnet av Mari (TV)
- 1985 : August Palms äventyr (TV)
- 1988 : Träpatronerna (TV)

## Teatro
- 1951 : Sex i elden, de Francis Swann, dirección de Josef Kornfeld, Atelierteatern[2]
- 1952 : Lyckliga dagar, de Claude-André Puget, dirección de Josef Kornfeld, Atelierteatern[3]
- 1952 : Albert och Julia, eller Kärleken efter döden, de Erik Johan Stagnelius, dirección de Ove Tjernberg, Atelierteatern[4]
- 1952 : Jag älskar, de Hans Peterson, dirección de Lars Barringer, Atelierteatern[5]
- 1953 : Syskon, de H.C. Branner, dirección de Hans Råstam, Atelierteatern[6]
- 1953 : Ole-dole-doff, de André Roussin, dirección de Josef Kornfeld, Atelierteatern[7]
- 1953 : I Italien, de Hjalmar Bergman, dirección de Lars-Erik Liedholm, Korallen (Stenungsund)[8]
- 1959 : Vid skilda bord, de Terence Rattigan, dirección de Per Gerhard, Vasateatern[9]